# Litargus coloratus
Litargus coloratus är en skalbaggsart som beskrevs av Wilhelm Gottlob Rosenhauer 1856. Litargus coloratus ingår i släktet Litargus, och familjen vedsvampbaggar. Arten förekommer tillfälligt i Sverige, men reproducerar sig inte.